# Ida Karkiainen
Ida Karkiainen (ur. 10 maja 1988 w gminie Haparanda) – szwedzka polityk, działaczka Szwedzkiej Socjaldemokratycznej Partii Robotniczej, posłanka do Riksdagu, od 2021 do 2022 minister.

## Życiorys
Studiowała politologię na Uniwersytecie Technicznym w Luleå. Pracowała w departamencie rozwoju regionalnego administracji regionu Norrbotten. Członkini Szwedzkiej Socjaldemokratycznej Partii Robotniczej, została radną i członkinią władz wykonawczych gminy Haparanda. W kadencji 2014–2018 była zastępczynią poselską, mandat wykonywała w latach 2014–2015 i 2015–2018. W 2018 została wybrana na deputowaną na pełną kadencję (reelekcja w 2022).
W listopadzie 2021 w nowo powołanym rządzie Magdaleny Andersson objęła stanowisko ministra administracji publicznej. Zakończyła urzędowanie w październiku 2022.